# Myxobolus ichkeulensis
Myxobolus ichkeulensis is een microscopische parasiet uit de familie Myxobolidae. Myxobolus ichkeulensis werd in 1996 beschreven door Bahri & Marques. 